# Knolcapucien
De knolcapucien (Tropaeolum tuberosum) is een klimplant uit de familie Tropaeolaceae. De soort is verwant aan de Oost-Indische kers (Tropaeolum majus). De knollen hebben de vorm van een kleine aardappel en zijn opvallend rood, geel en wit van kleur. De plant is in Zuid-Amerika ook wel bekend onder de namen  'añu' en 'mashua'.
De bladeren zijn afwisselend geplaatst, langgesteeld en schildvormig. De bloemen staan solitair in de bladoksels en zijn  tweeslachtig. De bloemen bestaan uit vijf vrije kroonbladeren, die oranje tot dieprood van kleur zijn. De vruchten zijn doosvruchten met drie zaden.
De plant is zeer tolerant tegen koude en uitdroging. De oogst volgt zes tot acht maanden na het planten. De planten worden vermeerderd door de kleine knollen te planten. Per hectare kan 20-30 ton worden geoogst.
De knollen van de knolcapucien worden gekookt en als groente gegeten of in soepen verwerkt. De knollen zijn vanwege de scherpe, mosterdachtige smaak voor rauwe consumptie niet geschikt. Om de smaak wat milder te maken kunnen de knollen meerdere dagen aan de zon worden blootgesteld. De bladeren worden vanwege het scherpe aroma als specerij gebruikt.
De knolcapucien komt van nature voor in de Andes op hoogtes tussen de 2500 en 4000 m in Bolivia, Colombia, Ecuador en Peru. De plant wordt vooral in Zuid-Amerika gecultiveerd. Peru is de grootste producent van de knollen. Buiten zijn natuurlijke verspreidingsgebied heeft de knolcapucien nauwelijks betekenis als voedselplant, maar wordt hij wel als sierplant in de tuin gekweekt. Aan te bevelen is dan enige bescherming tegen de winter, bijvoorbeeld stro of compost.